# Província de Cremona
La província de Cremona  és una província que forma part de la regió de Llombardia dins d'Itàlia. La seva capital és la ciutat de Cremona.
La província té una àrea de 1.771 km² i, segons les dades del cens de l'any 2016, una població de 360.379 habitants. El riu Po, que és el riu més llarg d'Itàlia, és la frontera natural amb la província veïna de Piacenza, mentre que el riu Oglio separa la província de Cremona de la de Brescia.
La província ocupa una zona central de l'anomenada pianura padana, de manera que és una terra plana, sense muntanyes ni turons, on creuen diversos rius (com el Serio o l'Adda) i canals artificials.